# Мокроусовська сільська рада
Мокроу́совська сільська рада (рос. Мокроусовский сельский совет) — сільське поселення у складі Мокроусовського району Курганської області Росії.
Адміністративний центр — село Мокроусово.
Населення сільського поселення становить 5560 осіб (2017; 5875 у 2010, 6261 у 2002).
31 жовтня 2018 року до складу сільської ради були включені території ліквідованих Карпунінської сільської ради (село Карпуніно, присілок Жиляковка, площа 115,68 км²) та Крепостинської сільської ради (село Крепость, присілок Кокорево, площа 197,08 км²).

## Склад
До складу сільського поселення входять:
| Населений пункт     | Населення, осіб (2002) | Населення, осіб (2010) |
| ------------------- | ---------------------- | ---------------------- |
| Жиляковка, присілок | 44                     | 9                      |
| Карпуніно, село     | 231                    | 167                    |
| Кокорево, присілок  | 173                    | 103                    |
| Крепость, село      | 355                    | 327                    |
| Кукарська, присілок | 87                     | 81                     |
| окроусово, село     | 4960                   | 4849                   |
| Пороги, присілок    | 214                    | 191                    |
| Часниково, присілок | 197                    | 148                    |